# Laure Martin Hernandez
Laure Martin Hernandez est une documentariste française. Elle vit et travaille en Martinique.

## Biographie
Laure Martin Hernandez est née le 20 mars 1970 à Chamalières (Puy-de-Dôme) d'une mère française et d'un père espagnol. Elle passe son enfance à Clermont-Ferrand. Elle entre à l'Institut d'études politiques de Lyon, puis intègre l’école de journalisme de Strasbourg.
Elle est journaliste à Radio France Internationale, pour l'Amérique du Sud et les Caraïbes. En 1997, elle s'installe en Martinique. Elle intègre la Radio Caraïbes International, puis RFO (Martinique Première). En 2011, elle se tourne vers l'écriture documentaire. En 2013, elle réalise son premier film sur la plasticienne Shirley Ruffin, avec le producteur Christophe Denise. Elle développe une collaboration avec le réalisateur Vianney Sotès.
Elle coréalise Amazones, l’art de revivre, qui suit la reconstruction physique et morale d'une femme après un cancer du sein. Scolopendres et Papillons, est un documentaire sur trois femmes survivantes d'inceste, co réalisé en 2019. Le film est primé à plusieurs reprises.

## Réalisations
- Souffle et Essence, 26 minutes, 2013
- Surnaturels, 26 minutes, 2014
- La vision du vaincu de Victor Anicet, 26 minutes, 2015
- Amazones, l’art de revivre, 26 minutes, 2018
- Scolopendres et Papillons, 52 minutes, 2019
- La Voix des rivières, 52 minutes, 2021
- La Cérémonie d’Ymelda, 52 minutes, 2022
- Valérie John, la femme indigo, 52 minutes, 2023
- Madeleine Jouye de Grandmaison, le désir d'exister, 52 minutes, 2024

## Distinctions
- Prix du Meilleur Documentaire Antilles-Guyane, CinéMartinique Festival, 2020

- Prix Spécial du Jury, Festival International du Film documentaire Amazonie Caraïbes (FIFAC),2019, Saint-Laurent-du-Maroni, Guyane
- Festival Interférences, Lyon, 2020
- Festival International du Grand Reportage d'Actualité et du Documentaire de Société (FIGRA), Douai, Prix du public Autrement Vu, 2021